# Montignies-sur-Sambre
Montignies-sur-Sambre (wa. Montgneye-so-Sambe) – dzielnica (section) miasta Charleroi w Belgii, w Regionie Walońskim, w prowincji Hainaut, w okręgu Charleroi. 1 stycznia 2020 roku liczyła 18 880 mieszkańców. Do 31 grudnia 1976 samodzielna gmina. Leży nad rzeką Sambra. 
Działa tutaj rosyjska, prawosławna parafia Trójcy Świętej. 

## Osiedla
- Le Centre
- Les Cités
- Les Trieux
- Saint-Jean
- Le Roctiau
- La Neuville
- Saint Charles